# Маминашвили, Юрий Шотаевич
Юрий Шотаевич Маминашвили (груз. იური შოთას ძე მამინაშვილი; 14 мая 1957, Тбилиси) — советский и грузинский футболист и тренер. Выступал на позиции вратаря. Мастер спорта СССР (1979).

## Биография
Начинал свою взрослую карьеру в командах «Динамо» (Батуми) и «Торпедо» (Кутаиси).
В 1978—1981 годах играл за тбилисское «Динамо», но основным вратарём не был и провёл за это время лишь два матча в высшей лиге и шесть игр в Кубке СССР. Вместе с командой стал чемпионом СССР 1978 года и обладателем Кубка Кубков сезона 1980/81, но в этих розыгрышах ни разу не выходил на поле.
В 1982 году сыграл 4 матча в высшей лиге в составе кутаисского «Торпедо». В середине 1980-х годов в течение четырёх сезонов был основным вратарём батумского «Динамо», сыграл за это время более 100 матчей. Также выступал за команды «Шевардени» (Тбилиси), «Колхети» (Хоби), «Мерцхали» (Махарадзе) в низших лигах чемпионата СССР. В начале 1990-х годов играл за «Батуми» в независимом чемпионате Грузии.
После окончания игровой карьеры работал тренером вратарей в клубах Грузии, Украины и России.